# ラ・ポブラ・ダ・ムントゥルネス
ラ・ポブラ・ダ・ムントゥルネス（La Pobla de Montornès）は、スペイン・カタルーニャ州タラゴナ県にあるムニシピオ（基礎自治体）。タラグネス郡に属している。自治体公式名称はカタルーニャ語でラ・ポブラ・ダ・ムントゥルネス、カスティーリャ語名はPuebla de Montornés（プエブラ・デ・モントルネス）。カタルーニャ統計局によると2012年の人口は2,897人。

## 歴史
この地の地名に言及している最古の記録は1066年のもので、ラモン・バランゲー1世からラモン・トラズニェー（Ramon Trasunyer）に与えられた書状にしるされており、その地に城を建設し、その地に再入植させるために土地を与えるというものであった。この地についての権利は、1173年にバランゲー・ダ・ラジャデル（Berenguer de Rajadell）に売却され、彼の手によって城の建設は完成された。
12世紀中葉ラジャデルの後継者たちは、支配地の一部をサンタス・クルセス修道院（Monasterio de Santas Cruces）の修道院長に売却した。その後その地についてのすべての権利が修道院に属することとなった。
この地のかつての城はカルリスタ戦争によって破壊された。

## 人口
| ラ・ポブラ・ダ・ムントゥルネスの人口推移 1900－2010     |
|                                                         |
| 出典:INE（スペイン国立統計局）1900年 - 1991年、1996年 - |

## 文化
教区教会は、住民たちによって1575年に建設され、サンタ・マリーアに献呈されている。建物は長方形で、衰退期のゴシック様式である。現在の鐘楼は1778年に建設されたもので、基台部分は正方形だが、上部は八角形になっている。
かつての城跡には、今日ベルジャ・ダ・ムントゥルネス礼拝堂（l'ermita de la Verge de Montornès）が建てられている。1783年にかつての城の礼拝堂の残骸の上に建てられたものである。現在残っているかつての遺構はロマネスク様式の大門にわずかに見ることができる。礼拝堂の内部には16世紀作の聖母の多色彩色装飾が施されたアラバスター彫刻の聖母像が安置されている。1976年以降クリスマスには礼拝堂の周りには、キリストの降誕を祝って人々が参集する。
9月8日にはこの地の最も重要な祭日となっている。

## 経済
この地の主要な産業は農業で、ブドウ、オリーブ、イナゴマメなどが主に栽培されている。 

## 政治
自治体首長はAM-PMのジュゼップ・マリーア・サンタマリーア（Josep Maria Santamaria）、自治体評議員は、AM-PM：8、集中と統一（CiU）:2、カタルーニャ国民党（Partit Popula、PP）：1となっている（2011年5月22日の自治体選挙結果、得票順）。
| 1999年6月13日自治体選挙 |        |        |          |
| 政党                    | 得票数 | 得票率 | 獲得議席 |
| CiU                     | 419    | 51.35% | 5        |
| PSC-PMC                 | 229    | 28.06% | 2        |
| GIPU-FIC                | 119    | 14.58% | 1        |
| PP                      | 39     | 4.78%  | 0        |

| 2003年5月25日自治体選挙 |        |        |          |
| 政党                    | 得票数 | 得票率 | 獲得議席 |
| CiU                     | 404    | 42.00% | 5        |
| ERC-AM                  | 205    | 21.31% | 2        |
| PSC-PM                  | 148    | 15.38% | 1        |
| GIPU-FIC                | 143    | 14.86% | 1        |
| PP                      | 56     | 5.82%  | 0        |

| 2007年5月27日自治体選挙 |        |        |          |
| 政党                    | 得票数 | 得票率 | 獲得議席 |
| AM-PM                   | 477    | 37.59% | 5        |
| CiU                     | 388    | 30.58% | 4        |
| ESQUERRA-AM             | 181    | 14.26% | 1        |
| GIPU-FIC                | 104    | 8.2%   | 1        |
| ABG-EPM                 | 60     | 4.73%  | 0        |
| PP                      | 46     | 3.62%  | 0        |

| 2011年5月22日自治体選挙 |        |        |          |
| 政党                    | 得票数 | 得票率 | 獲得議席 |
| AM-PM                   | 780    | 60.00% | 8        |
| CiU                     | 207    | 15.92% | 2        |
| PP                      | 145    | 11.15% | 1        |
| ABG-E                   | 74     | 5.69%  | 0        |
| GIPU-FIC                | 66     | 5.08%  | 0        |